# White Water Summer
White Water Summer (br. Águas Perigosas) é um filme americano, de 1987, estrelado por Kevin Bacon e Sean Astin.

## Sinopse
Liderados pelo experiente guia Vic (Kevin Bacon), um grupo de adolescentes se aventura em um acampamento de verão. Entre descidas nas corredeiras e escaladas em montanhas, Vic tenta passar lições de vida ao seus pupilos. Contudo, no meio dos garotos, está Alan (Sean Astin), que assume uma atitude desafiadora diante de seu guia. Em resposta, Vic segue pressionando o grupo, com exercícios cada vez mais complexos, até que o passeio culmina em um grave acidente. 
O filme é narrado por Alan, relembrando os eventos ocorridos dois anos antes, durante suas férias de verão.

## Elenco
- Kevin Bacon: Vic
- Sean Astin: Alan
- Jonathan Ward: Mitch
- K.C. Martel: George
- Matt Adler: Chris
- Caroline McWilliams: Virginia Block
- Charles Siebert: Jerry Block